# CJ Group
CJ Group (кореј. 씨제이) је јужнокорејски конгломерат и један од највећих цхаебола са седиштем у Сеулу. Састоји се од бројних предузећа у различитим индустријама хране и услуга хране, фармацеутике и биотехнологије, забаве и медија, кућне куповине и логистике. CJ Group је првобитно била огранак компаније Самсунг.
CJ долази од „Cheil Jedang“ (кореј. 제일 제당), што буквално може значити „прва производња шећера“, индустрије у којој је првобитно почело.
Значајне подружнице CJ укључују CJ CheilJedang (храна и пиће), CJ Logistics (логистика), CJ Olive Networks (продавнице здравља и лепоте и ИТ), CJ ENM (забава и малопродаја) и CJ CGV (ланац биоскопа).